# فورد فريك
فورد فريك (بالإنجليزية: Ford Frick) هو لاعب كرة قاعدة أمريكي، ولد في 19 ديسمبر 1894 في Wawaka, Indiana ‏ في الولايات المتحدة، وتوفي في 8 أبريل 1978 في برونكسفيل في الولايات المتحدة.

## وصلات خارجية
- فورد فريك على موقع قاعة مشاهير كرة القاعدة (الإنجليزية)

- فورد فريك على موقع الموسوعة البريطانية (الإنجليزية)